# Галлісте
Га́ллісте (ест. Halliste alevik) — селище в Естонії, у волості Мулґі повіту Вільяндімаа.

## Населення
Чисельність населення на 31 грудня 2011 року становила 329 осіб.

## Географія
Через населений пункт проходить автошлях 24172 (Султсі — Аб'я-Палуоя). Від селища починаються дороги 24188 (Карксі-Нуйа — Галлісте) та 24224 (Галлісте — Ракітсе).

## Історія
З 11 липня 1991 до 24 жовтня 2017 року селище входило до складу волості Галлісте й було її адміністративним центром.

## Пам'ятки
- Лютеранська кірха святої Анни (Halliste Püha Anna kirik ), пам'ятка архітектури 15-20-го століть.[2]

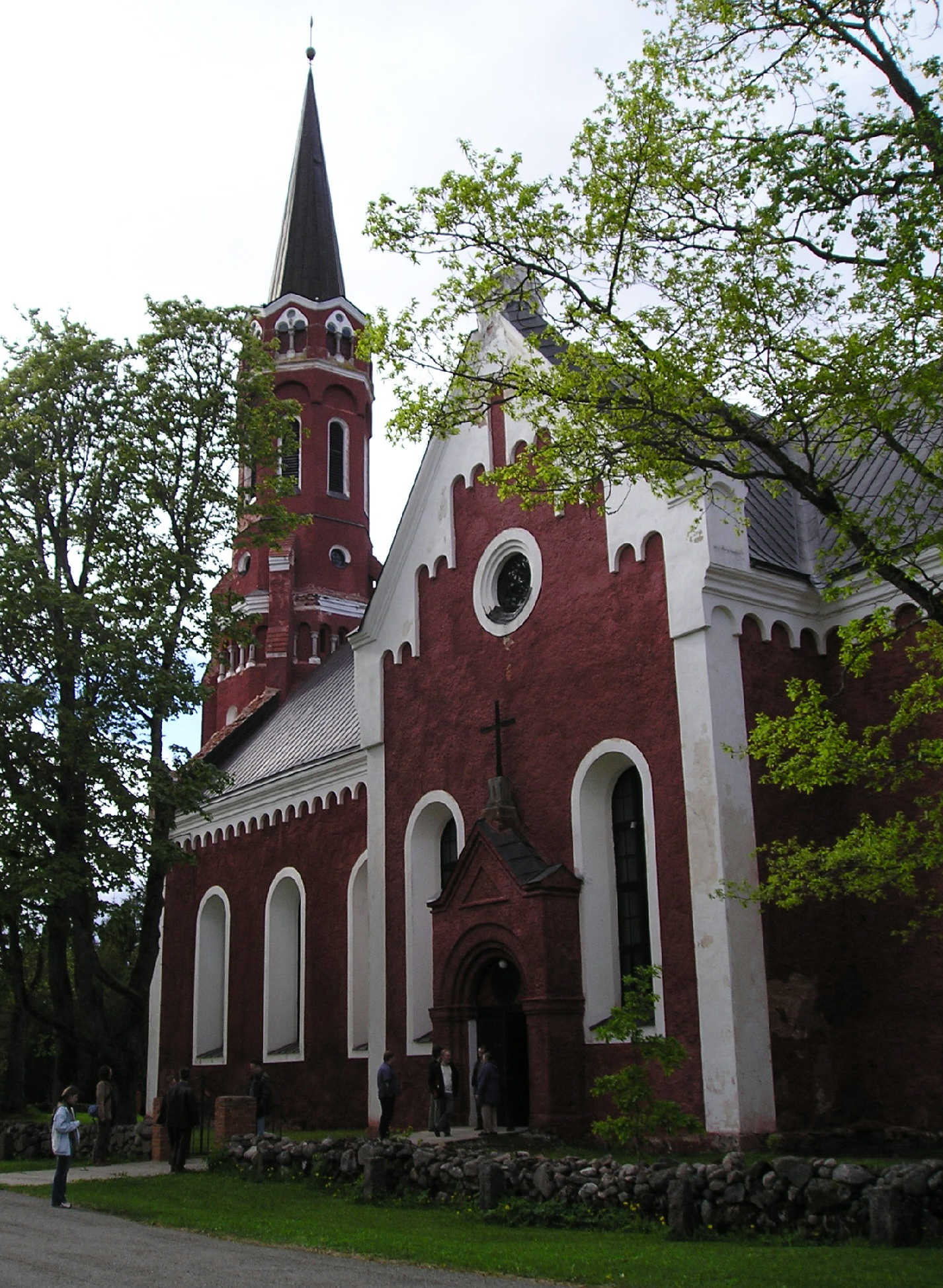
Кірха святої Анни